# Марокетти, Карло
Барон Пьетро Карло Джованни Баттиста Марокетти (итал. Carlo Marochetti; 4 января 1805, Турин, По — 29 декабря 1867[…], Париж) — итальянский скульптор, работавший во Франции и в Великобритании.

## Биография

### В Италии и во Франции

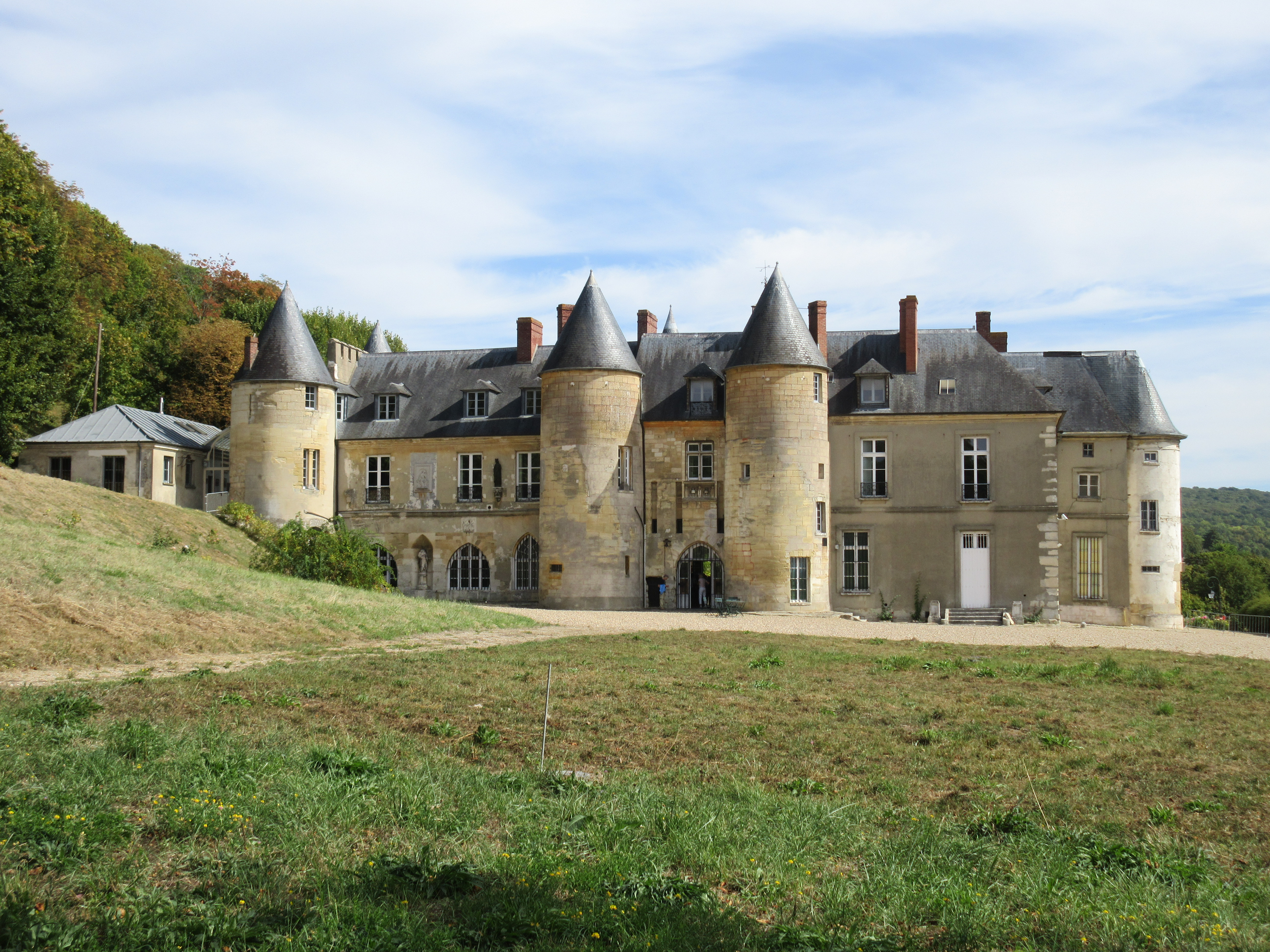
Замок Во-Сюр-Сен, приобретённый во Франции отцом скульптора, Виченцо Марокетти.

Родился в 1805 году в Турине в семье Виченцо Марокетти (1770–1822), высокопоставленного юриста и сторонника Наполеона. В дальнейшем переехал с семьёй в Париж, где учился сперва в лицее Наполеона, а затем изучал скульптуру в Высшей школе изящных искусств в мастерской Франсуа Жозефа Бозио (среди его преподавателей был также художник Антуан Жан Гро).
На Парижском салоне 1827 года Марокетти выставил мраморную статую «Девушка с собакой», которую жюри Салона отметило серебряной медалью. Между 1822 и 1830 годами Марокетти много времени проводил в Риме, где жила его мать, и где он сотрудничал с Антуаном Этексом, а также некоторое время работал в мастерской датского скульптора Бертеля Торвальдсена.
С 1832 по 1848 год Марокетти жил в Париже, где в 1835 году женился на Камилле де Моссион. В этом браке родились два сына и дочь.
Среди заказов, которые Марокетти получил в Париже, выделялись барельеф с изображением битвы при Жемаппе для Триумфальной арки и скульптурная группа, посвящённая Марии Магдалине для алтаря парижской церкви Мадлен. Одновременно с этим вторым заказом Марокетти создал конную статую Эммануила Филиберта, герцога Савойского, которую он подарил своему родному городу Турину. В благодарность король Сардинии (Сардинское королевство в те дни включало в себя также Пьемонт, а его столицей был Турин) Карл Альберт даровал Марокетти баронский титул. В дальнейшем, после смерти короля Карла Альберта, Марокетти создал конный памятник и ему, также установленный в Турине.
Репутация Марокетти в качестве скульптора после этого ещё более возросла. Он получил заказ на создание памятника рано погибшему принцу Фердинанду, герцогу Орлеанскому (1810—1842), за который был награждён орденом Почётного легиона (1839). В следующем году скульптор участвовал в двух конкурсах: на проектирование гробницы Наполеона и на памятник герцогу Веллингтону в Глазго. Второй конкурс он выиграл, но предложенный Марокетти проект гробницы Наполеона вызвал критику и был отклонён.
После смерти отца Марокетти унаследовал замок Во-сюр-Сен в одноименном городке неподалёку от Парижа, где и поселился. В 1846 году он даже был избран мэром Во-сюр-Сен, но события революции 1848 года заставили его перестраховаться и переехать в Великобританию.

### В Великобритании
С 1848 года Марокетти в основном жил в Лондоне. Там он занял два дома, в одном из которых жил, а в соседнем содержал большую мастерскую и собственное литейное производство.
В 1849 году изгнанный из Франции король Луи-Филипп, также находившийся в Великобритании, познакомил скульптора с королевой Викторией и принцем Альбертом. Уже в том же году Марокетти создал мраморные бюсты принца Альберта и королевы Виктории (королеву он изобразил в цветочном венке вместо короны), которые в дальнейшем активно тиражировались в фарфоре (ещё при жизни скульптора).
В 1851 году Марокетти создал (сперва — из гипса) конную статую Ричарда Львиное Сердце, которая была представлена на Всемирной выставке в 1851 году. В 1860 году, по желанию принца Альберта, статуя была отлита в бронзе и установлена перед Вестминстерским дворцом.
В те годы Марокетти был одним из наиболее востребованных скульпторов Соединённого Королевства. С 1861 года он был членом-корреспондентом, а с 1866 года — академиком лондонской Королевской академии художеств. Он создавал памятники, статуи, надгробия, бюсты и другие произведения. С 1864 года Марокетти сотрудничал с сэром Эдвином Ландсиром при создании четырёх бронзовых львов, которые должны были украсить основание Трафальгарской колонны. Ландсир, опытный художник-анималист, в основном отвечал за внешний вид животных, тогда как отливка производилась в мастерской Марокетти.
Помимо бронзы, Марокетти экспериментировал с цветным мрамором. Он создал полихромную статую королевы Виктории, которую выставлял в своей лондонской мастерской, однако сейчас её местонахождение неизвестно. В то же время проект гробницы герцога Веллингтона, созданный Марокетти, был отклонён, так же как и проект гробницы Наполеона ранее. Вместо Марокетти, надгробие Веллингтона в Соборе Святого Павла выполнил Альфред Стивенс. В карьере Марокетти случались и другие неудачи: так, конный памятник Джорджу Вашингтону, созданный скульптором для Всемирной выставки в Нью-Йорке, был повреждён пожаром, а памятник Роберту Пилю на Парламентской площади был сочтён слишком громоздким и в дальнейшем переплавлен, а из полученного материала другим скульптором был изготовлен меньший по размеру памятник Пилю.
В дальнейшем Марокетти была заказана фигура принца Альберта для Мемориала Альберта в Лондоне. Однако, первая версия была отклонена архитектором памятника, сэром Джорджем Гилбертом Скоттом, а вторая была закончена уже после кончины Марокетти.
Скульптор скончался в 1867 году в парижском пригороде Пасси и был похоронен на кладбище в Во-сюр-Сен.

## Галерея

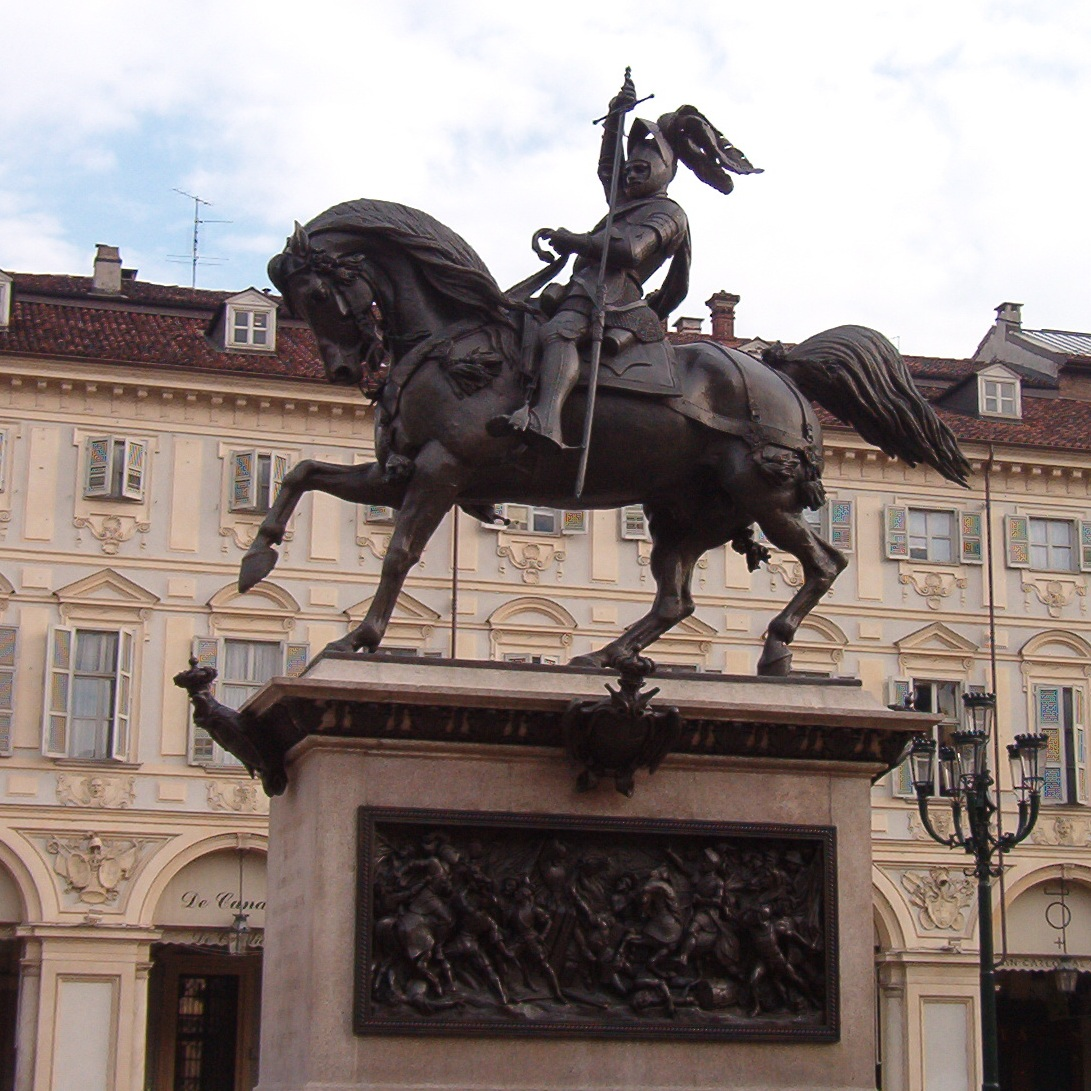
Памятник Эммануилу Филиберту Савойскому в Турине
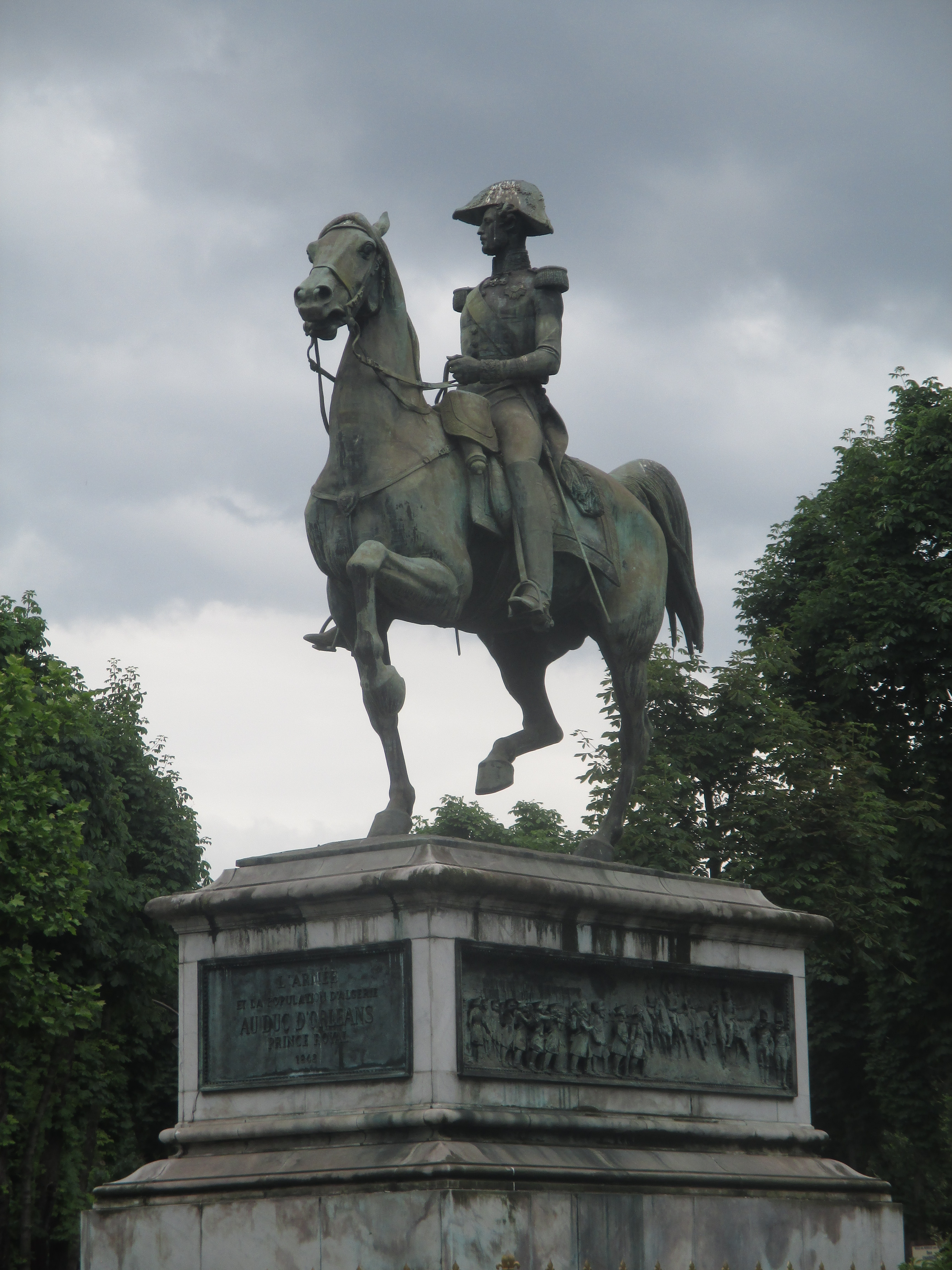
Памятник Фердинанду, герцогу Орлеанскому в Нёйи-сюр-Сен (пригороде Парижа)
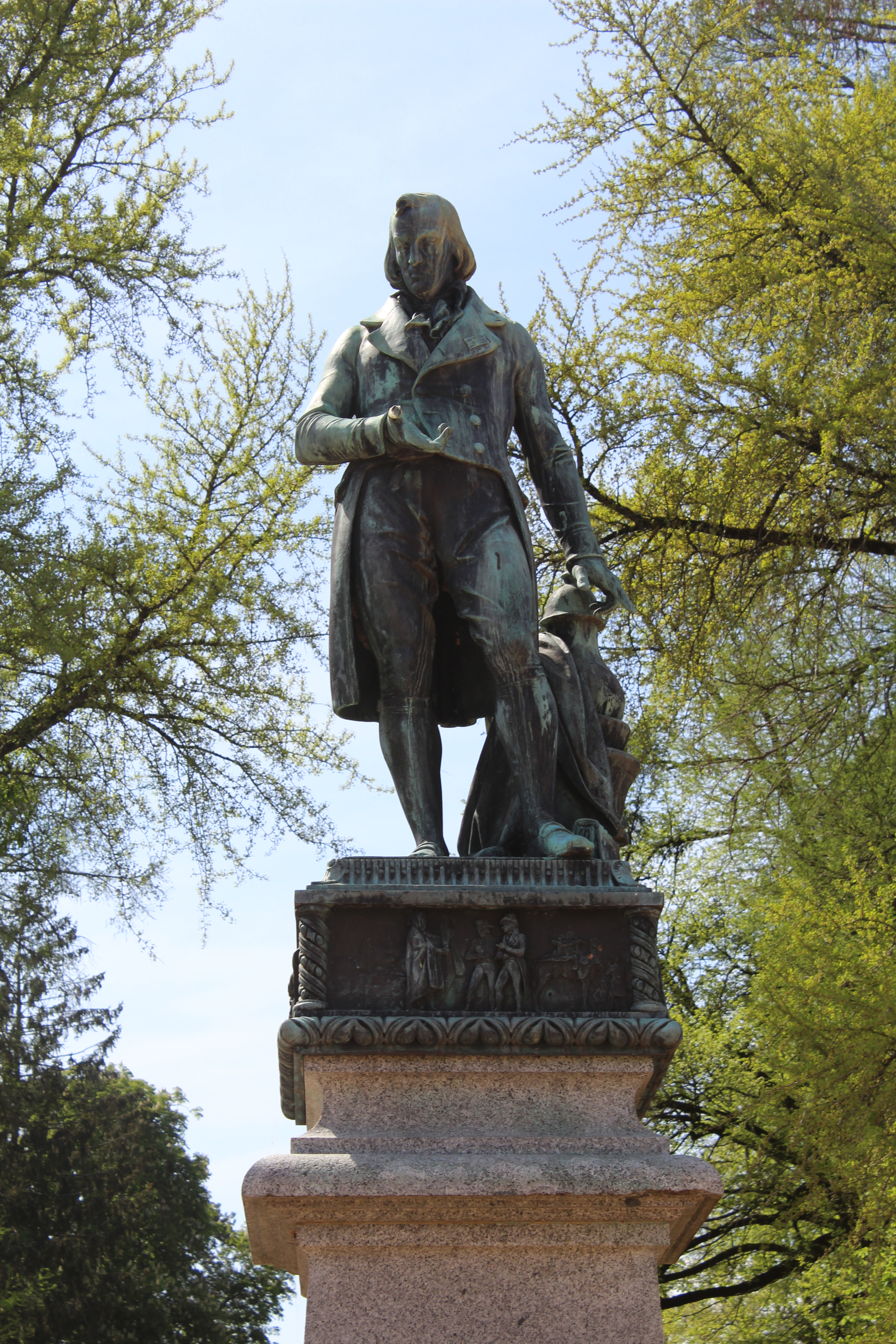
Памятник химику Клоду Луи Бертолле в Анси, Франция
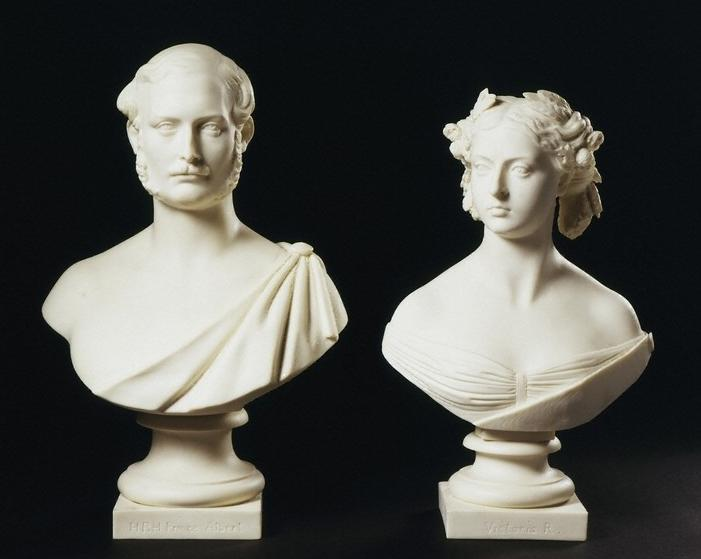
Бюсты принца Альберта и королевы Виктории
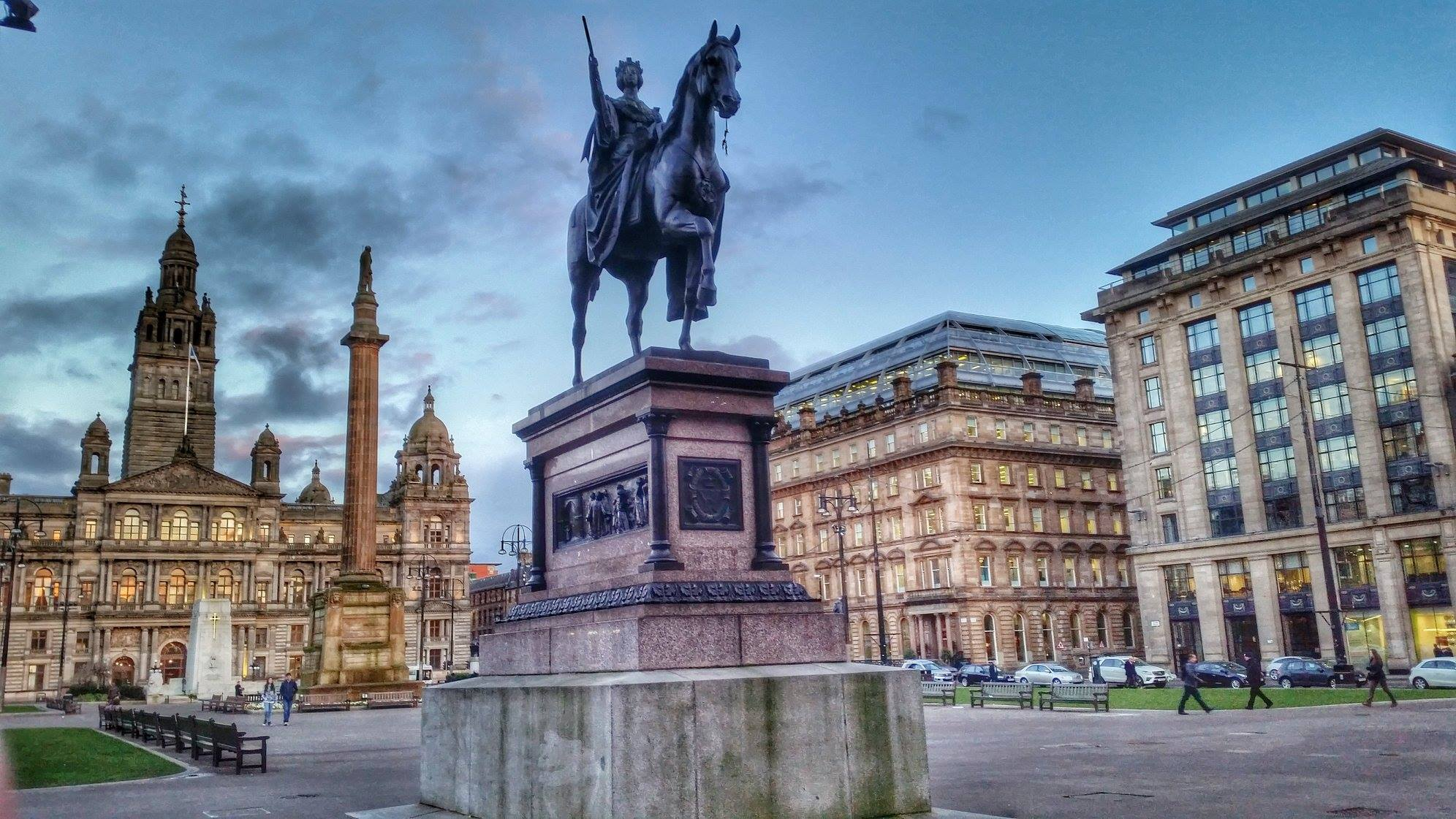
Памятник королеве Виктории в Глазго
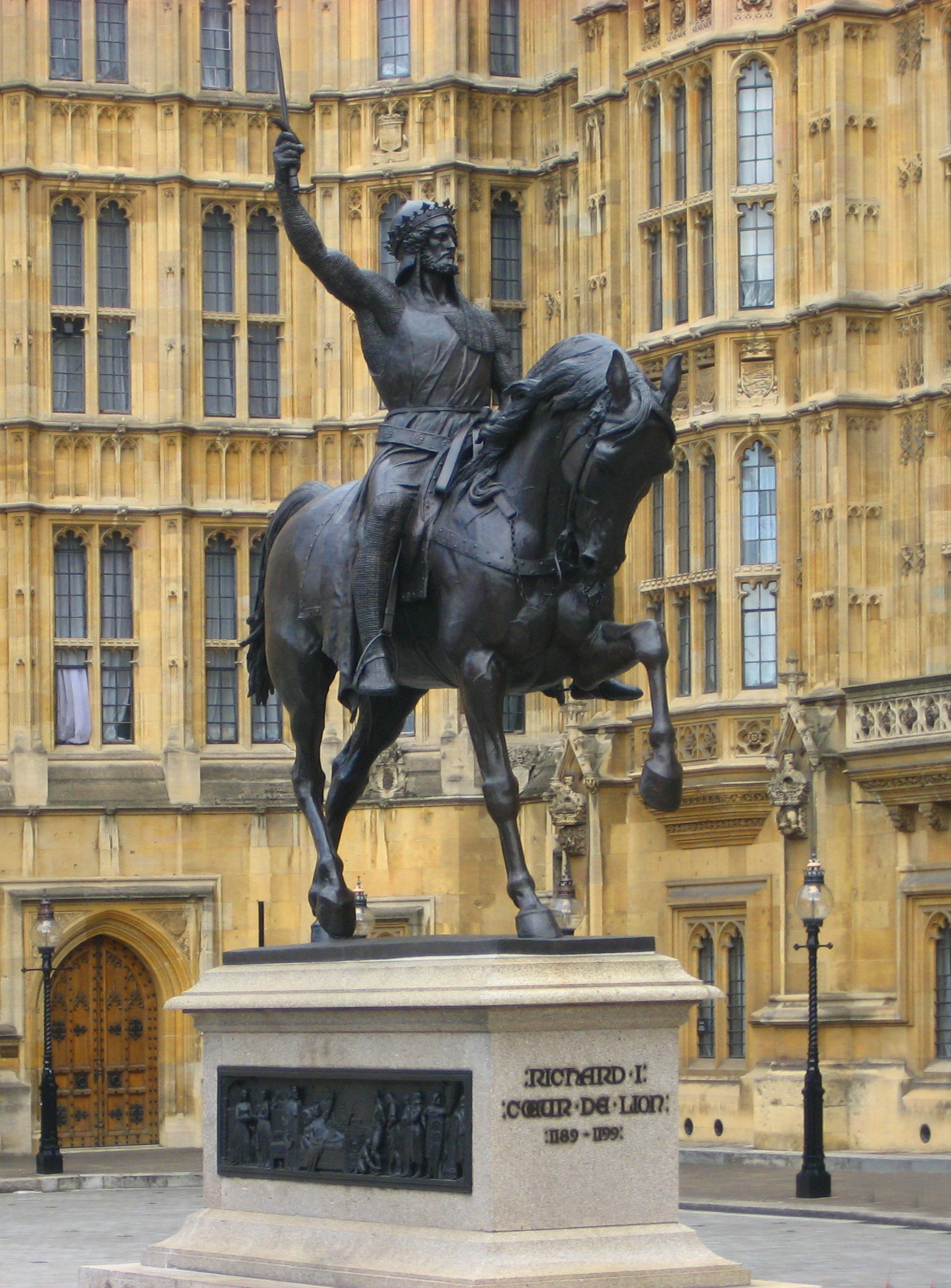
Памятник Ричарду Львиное Сердце в Лондоне
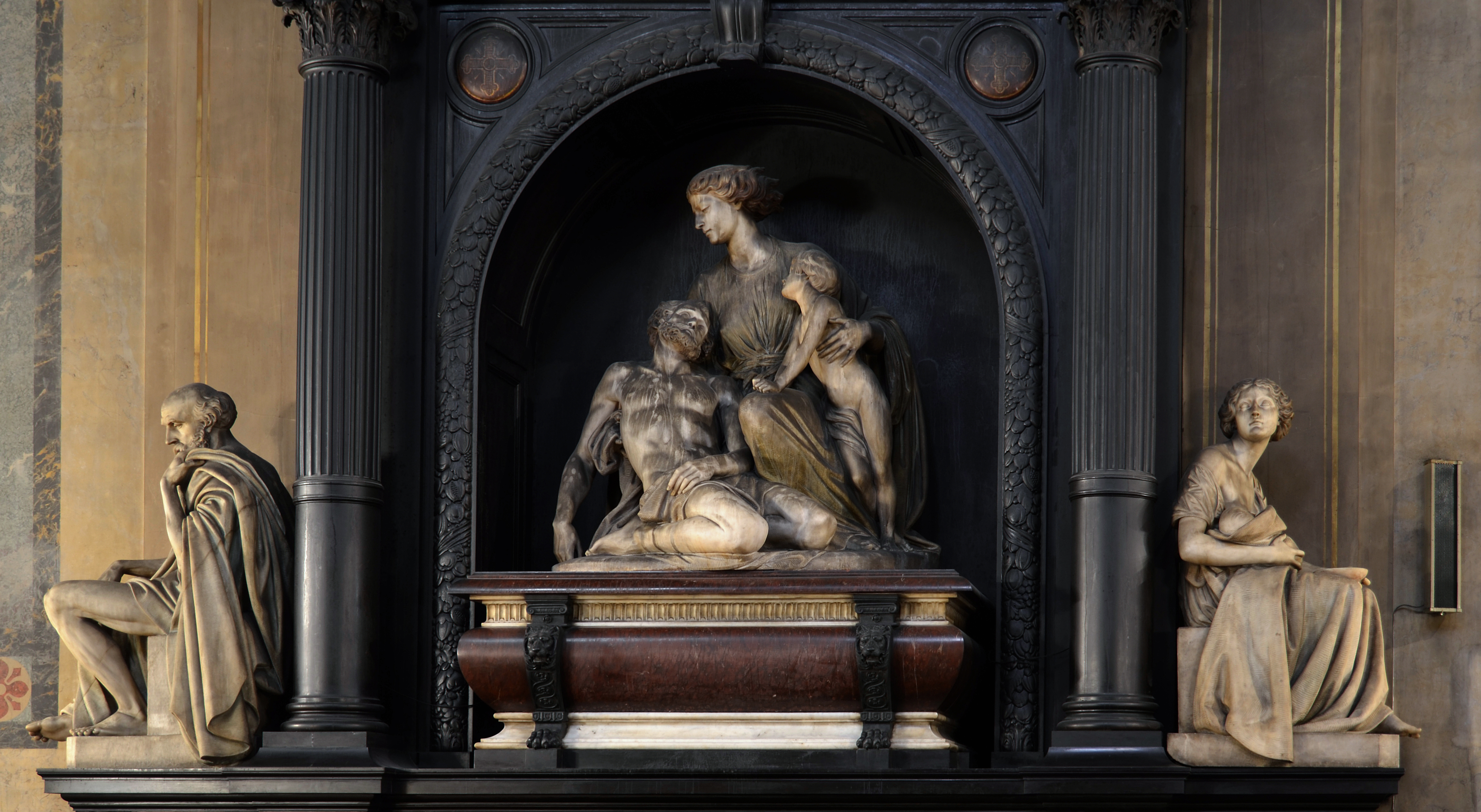
Надгробие графини Ларибуазьер в церкви Госпиталя Ларибуазьер в Париже
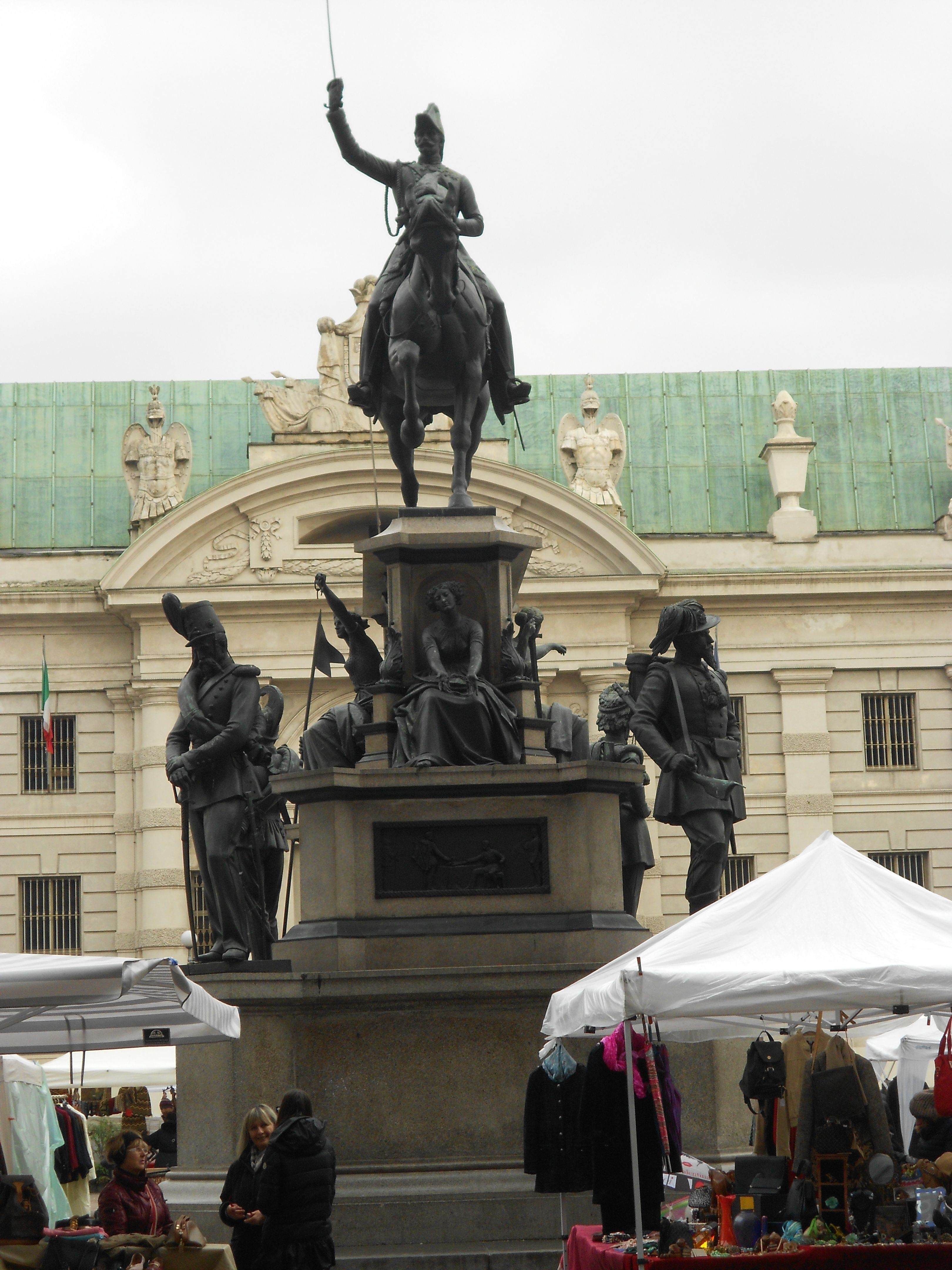
Памятник Карлу Альберту в Турине
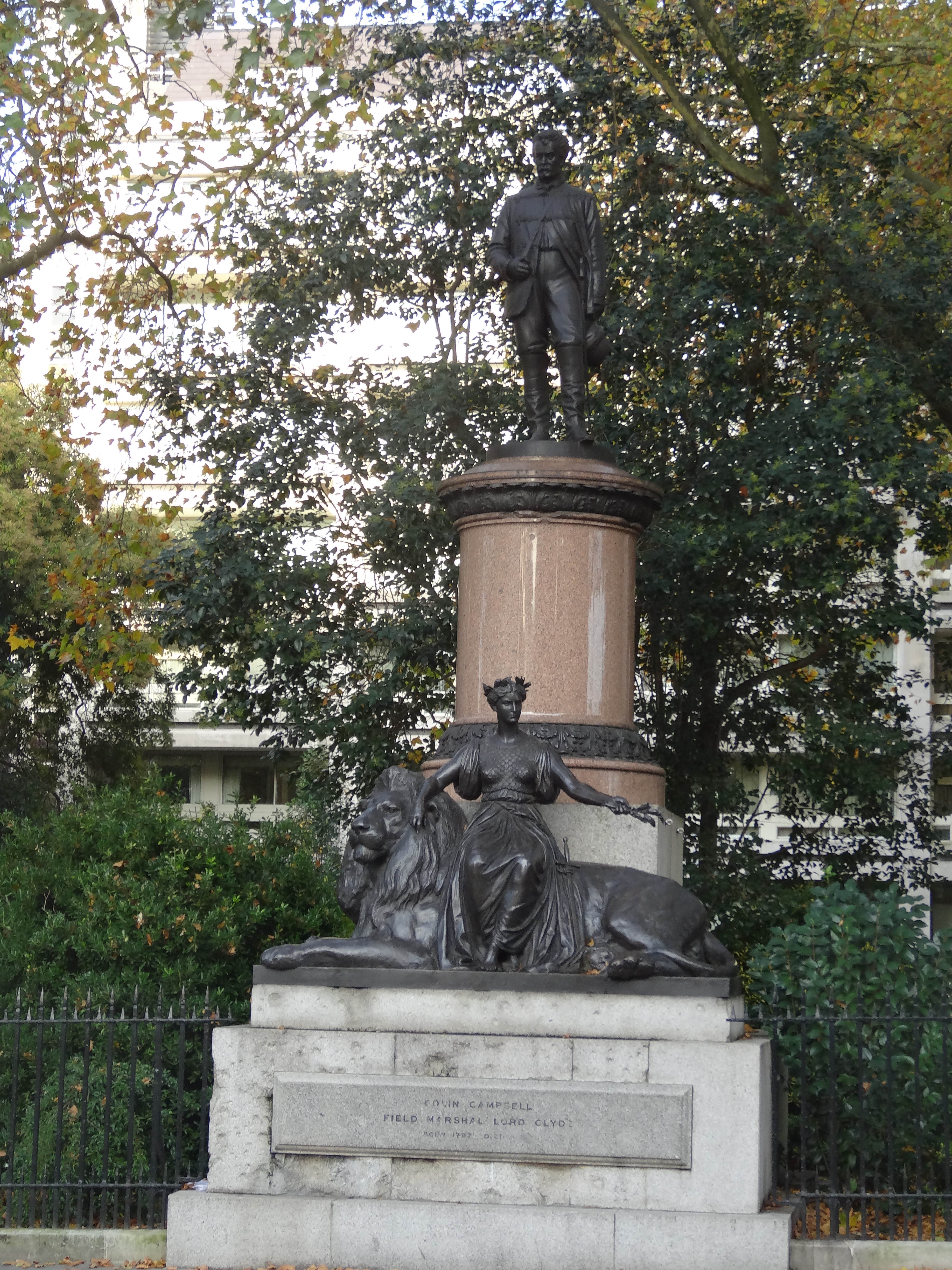
Памятник фельдмаршалу Колину Кэмпбеллу в Лондоне
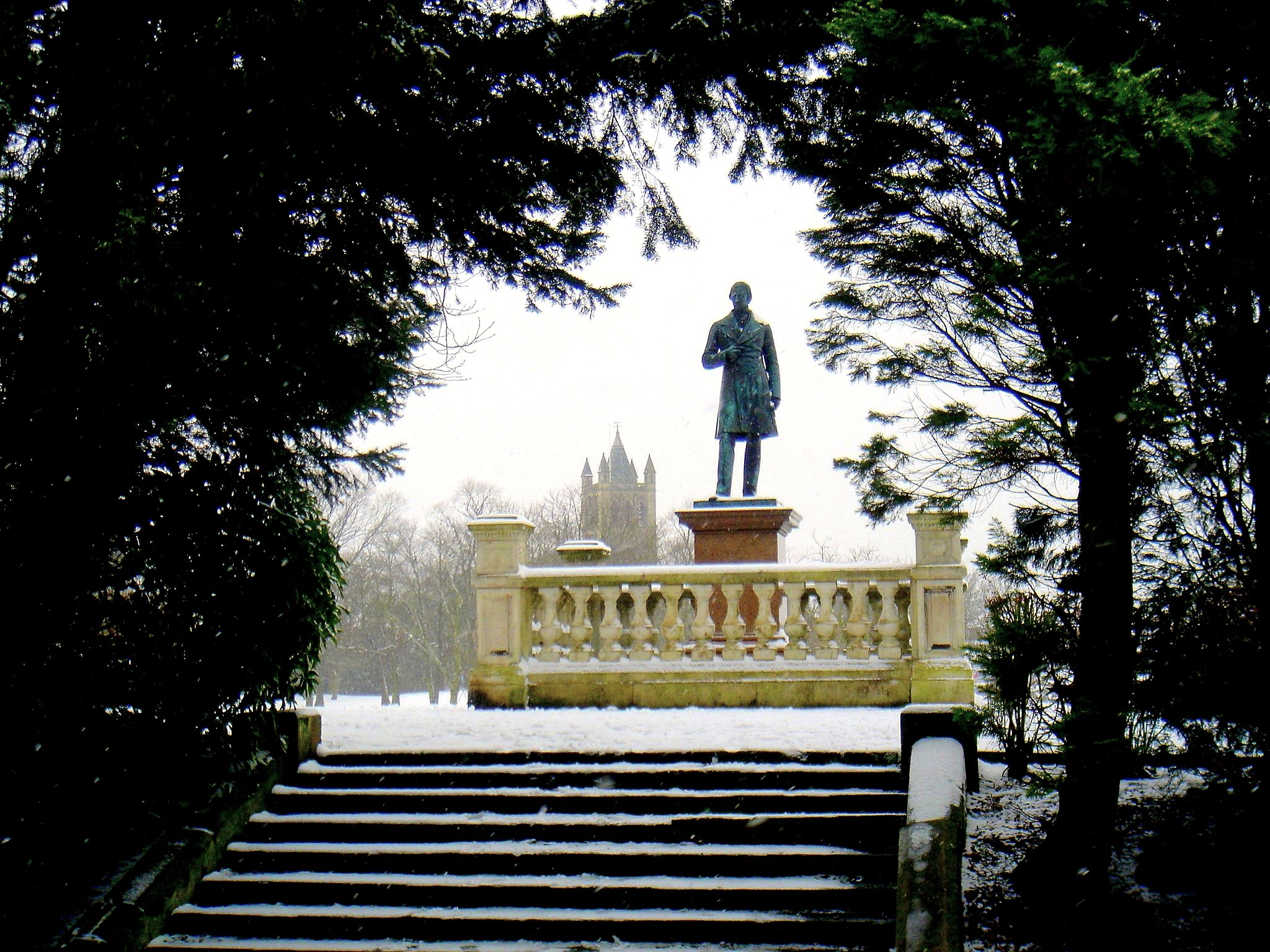
Памятник гражданскому инженеру Джозефу Локу в Барнсли, Англия
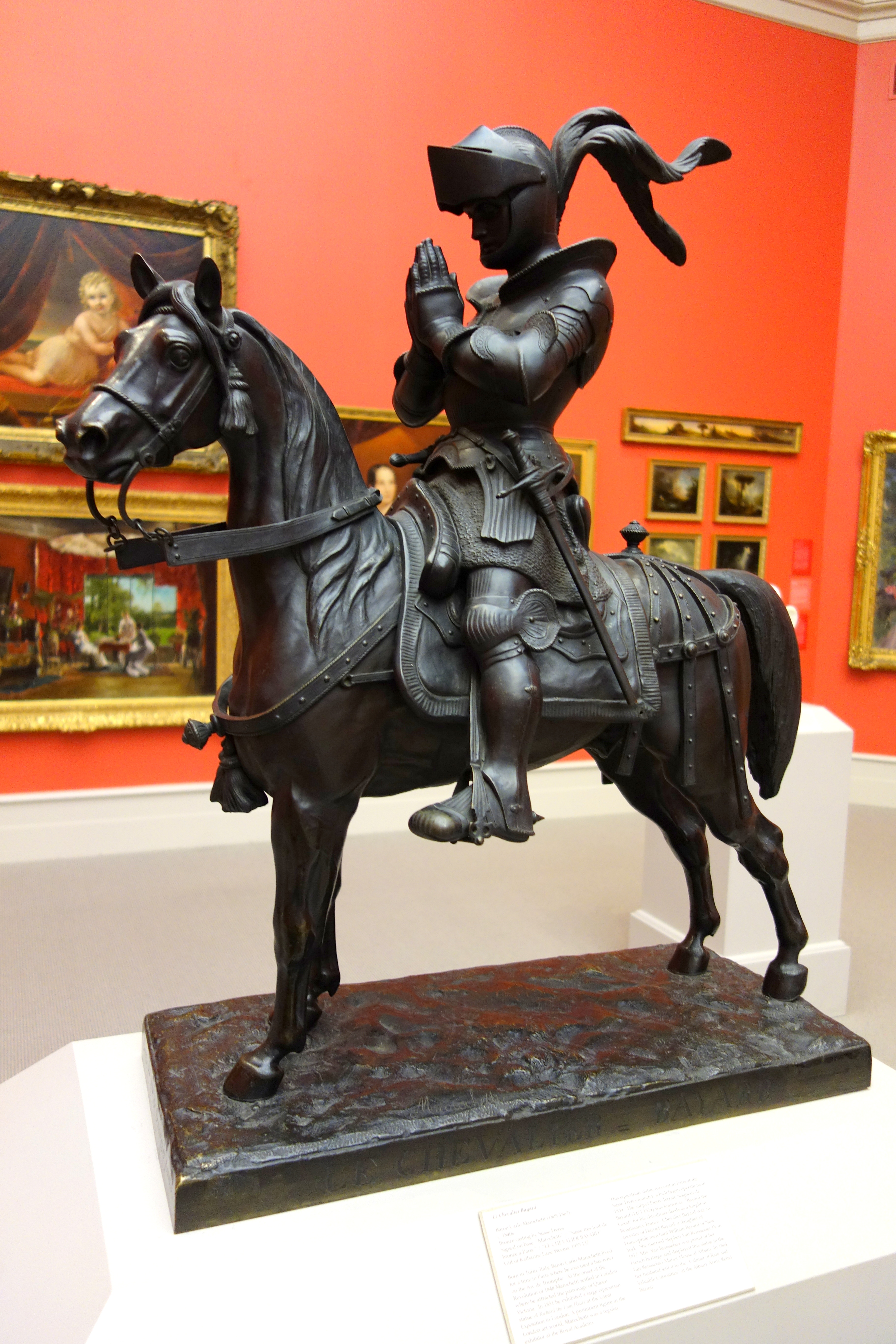
Скульптура Баярда